# Волоочко вохристе
Волоочко вохристе (Troglodytes ochraceus) — вид горобцеподібних птахів родини воловоочкових (Troglodytidae). Поширений у Центральній Америці.

## Поширення
Вид поширений у гірських регіонах в Коста-Риці, Панамі та суміжних районах Колумбії. Мешкає переважно у вологих епіфітних гірських лісах, а також у напіввідкритих місцях, таких як узлісся, високі зарості та пасовища з деревами. Висота над рівнем моря зазвичай коливається від 900 до 2450 м, але іноді реєструється на висоті від 600 м (2000 футів) до 3000 м.

## Опис
Птах має довжину 9,5 см і вагу 9,5 г. Зовні схожий на волоочко співоче (Troglodytes aedon), але з яскравішим забарвленням та широкими жовтуватими надбрівними смужками. Його верхні частини коричневі, а нижні частини вохристі, стаючи білуватими до черева. Боки обличчя жовтувато-вохристі.

## Спосіб життя
Харчуються комахами та павуками, на яких полює серед гілок, стовбурів і масивів моху, епіфітів і ліан. Ці птахи активно добувають їжу серед рослинності парами або сімейними групами, а також у складі змішаних зграй. Будує гніздо у формі чаші серед звисаючих епіфітів на гілках висотою 5–15 м. Яйця висиджує самиця одна протягом двох тижнів, а ще приблизно через два пташенята залишають гніздо.